# Parantica pseudomelaneus
Parantica pseudomelaneus là một loài bướm giáp trong phân họ Danainae. Nó là loài đặc hữu của Indonesia.